# Jornivka, Koreț
Jornivka (în ucraineană Жорнівка) este un sat în comuna Nevirkiv din raionul Koreț, regiunea Rivne, Ucraina.

## Demografie
Componența lingvistică a localității Jornivka
     Ucraineană (100%)
Conform recensământului din 2001, toată populația localității Jornivka era vorbitoare de ucraineană (100%).